# Danilia otaviana
Danilia otaviana là một loài ốc biển, là động vật thân mềm chân bụng sống ở biển thuộc họ Chilodontidae.